# Диаби, Мусса
Мусса́ Диаби́ (исп. Moussa Diaby; 7 июля 1999, Париж) — французский футболист малийского происхождения, полузащитник саудовского клуба «Аль-Иттихад» и сборной Франции.

## Клубная карьера
Диаби — воспитанник клуба «Пари Сен-Жермен». С 2016 года он начал привлекаться к играм за дублирующий состав. В начале 2018 года для получения игровой практики Мусса на правах аренды перешёл в итальянский «Кротоне». 14 апреля в матче против «Дженоа» он дебютировал в итальянской Серии A, заменив во втором тайме Марселло Тротту. По окончании аренды Диаби вернулся в ПСЖ. 12 августа в матче против «Кана» он дебютировал в Лиге 1, заменив во втором тайме Лассана Диарра. В начале 2018 года Диаби для получения игровой практики был арендован итальянским «Кротоне». 14 апреля в матче против «Дженоа» он дебютировал в итальянской Серии A. По окончании аренды Диаби вернулся в ПСЖ. 14 сентября в поединке против «Сент-Этьена» Мусса забил свой первый гол за клуб. В 2019 году он помог клубу выиграть чемпионат.
Летом 2019 года Диаби перешёл в немецкий «Байер 04», подписав с клубом пятилетний контракт. 24 августа в матче против дюссельдорфской «Фортуны» он дебютировал в Бундеслиге. 23 ноября в поединке против «Фрайбурга» Мусса забил свой первый гол за «Байер 04». В 2020 году в матчах Лиги Европы против «Ниццы», пражской «Славии» и швейцарского «Янг Бойз» он забил 4 гола.

## Карьера в сборной
В 2018 году в составе сборной Франции до 19 лет Диаби принял участие в юношеском чемпионате Европы в Финляндии. На турнире он сыграл в матчах против команд Италии, Украины, Турции и Англии. В поединке против турок Мусса отметился забитым мячом.
В 2019 году Диаби в составе молодёжной сборной Франции принял участие в молодёжном чемпионате мира в Польше. На турнире он сыграл в матчах против команд Саудовской Аравии, Панамы, Мали и США. В поединке против малийцев Мусса забил гол.
В 2021 году Даиби в составе молодёжной сборной Франции принял участие в молодёжном чемпионате Европы в Венгрии и Словении. На турнире он сыграл в матче против Нидерландов.
1 сентября 2021 года в отборочном матче чемпионата мира 2022 против сборной Боснии и Герцеговины Диаби дебютировал за сборную Франции. В том же году в составе команды он стал победителем Лиги наций.

## Достижения
«Пари Сен-Жермен»
- Чемпион Франции: 2018/19
- Обладатель Суперкубка Франции: 2018

Сборная Франции
- Победитель Лиги наций УЕФА: 2020/21